# 河田勝彦
河田 勝彦（かわた かつひこ、1944年 - ）は、東京都出身の菓子職人。
世田谷区尾山台にオーボンヴュータン（AU BON VIEUX TEMPS）を構えるオーナーシェフ
。
日本におけるフランス伝統菓子の第一人者として知られている

## 経歴
- 1944年 - 本郷坂下町にて、六人兄弟の五番目の子として生誕。
- 1964年 - 丸の内会館のレストランに就職。東京オリンピックの選手村レストランに出勤。その後、米津風月堂に転職。
- 1967年 - 渡仏。様々なレストラン、菓子店に勤務。
- 1974年 - パリ・ヒルトンのシェフ・ドゥ・パティシエを勤める。
- 1976年 - 帰国。埼玉県浦和に「かわた菓子研究所」を設立。
- 1981年 - 世田谷区尾山台にオーボンヴュータンを開店
- 2012年 - 現代の名工を受賞[2]
- 2023年 - 黄綬褒章受章[3]。

## 人脈
河田氏（70歳）のフランスでの部屋の会合「レアール会」に十数人が参加した。
マルメゾン（世田谷区）の大山栄蔵（64歳）
パティスリー・ド・フジウ（日野市）の藤生義治（66歳）
ル・スフレ（港区）の永井春男（64歳）
約200人がオーボンヴュータンで修行した。
ノリエット（世田谷区）の永井紀之（53歳）
メゾン・ド・プティ・フール（大田区）の西野之朗（56歳）
レジオン（横浜市都筑区）の藤巻正夫（56歳）
3ヶ月店で働いた
モンサンクレール（目黒区）の辻口博啓（47歳）
影響を受け、目標にした
トシ・ヨロイヅカ（渋谷区）の鎧塚俊彦（48歳）

## 著作
- 「簡素なお菓子」（2011/5/14）
- 「古くて新しいフランス菓子」（2010/9/22）
- 「おいしい顔のお菓子たち」（2009/11/21）
- 「伝統(ベーシック)こそ新しい オーボンヴュータンのパティシエ魂」（2009/11/6）
- 「プティ・フールとコンフィズリー―河田勝彦菓子のメモワール」（2008/8）
- 「一流パティシエといっしょに美味しいケーキを作りたい」（2003/11）
- 「ベーシックは美味しい―オーボンヴュータン河田勝彦の菓子」（2002/10/1）
- 「オーボンヴュータン河田勝彦フランス伝統菓子―豊かな風土が育んだ素朴な味、郷土の味-語り継がれてきた菓子づくりの醍醐味」（1993/1）
- 『「オーボンヴュータン」河田勝彦の フランス郷土菓子』（2014/2）誠文堂新光社
- 『すべてはおいしさのために』（2018年1月）自然食通信社